# Digia
Digia ist ein finnisches Softwareunternehmen mit weltweit über 1500 Beschäftigen mit Hauptsitz in Helsinki. Das Unternehmen bietet Software für Industrie, öffentlichen Dienst, Telekom und Mobilfunk. Zusätzlich ist es Anbieter von IT-bezogenen Consultingdiensten. Bekannt wurde das Unternehmen auch durch den Erwerb des kommerziellen Qt-Geschäfts von Nokia im Jahr 2011. Im August 2012 erfolgte die vollständige Übernahme der Qt-Entwicklungsabteilung. Der Konzern betreibt Standorte in Finnland, Schweden, Russland und China. Mit der Qt-Übernahme kamen auch Standorte in Berlin und Oslo hinzu. Die Aktien des Unternehmens werden an der NASDAQ OMX Helsinki gehandelt.

## Geschichte
Digia entstand am 4. März 2005 aus einer Fusion der 1990 gegründeten SysOpen Plc und der 1997 gegründeten Digia Inc. Nach weiteren Übernahmen änderte das Unternehmen den Namen im März 2007 zuerst auf SYSOPENDIGIA, ein Jahr später auf Digiaksi. Am 9. August 2012 wurde bekannt, dass Digia die gesamte Qt-Entwicklungsabteilung von Nokia erwarb, nachdem schon im Jahr davor das kommerzielle Qt-Geschäft übernommen wurde.